# بي واي دي (جي ثري)
بي واي دي هي سيارة أنتجت عام 2009.